# Eumenogaster notabilis
Eumenogaster notabilis là một loài bướm đêm thuộc phân họ Arctiinae, họ Erebidae.